# Al-Farouq Aminu
Al-Farouq Ajiede Aminu (ur. 21 września 1990 w Norcross) – nigeryjski zawodowy koszykarz, występujący na pozycji niskiego skrzydłowego lub silnego skrzydłowego.

## Szkoła średnia i college
W 2008 wystąpił w meczu wschodzących gwiazd - Nike Hoop Summit oraz McDonald’s All-American.
Aminu uczęszczał do szkoły średniej w Norcross i był uważany za jednego z najlepszych kandydatów do gry w NCAA w 2008. Serwis Rivals.com ustawił go na siódmym miejscu we własnym rankingu, a Scout.com na trzynastym. Grał w tej szkole z Gani Lawalem, prowadząc drużynę do bilansu 30-3 w sezonie i dwunastego miejsca w rozstawieniu krajowym. W swoim trzecim roku gry zdobywał średnio 13,7 punktu i 9,5 zbiórki na mecz. W 2007 i 2008 poprowadził swoją drużynę do mistrzostwa stanowego. W swoim ostatnim roku gry zdobywał już 23,1 punktu i 11,2 zbiórki na mecz, prowadząc Norcross do bilansu 29-2. Został wybrany do najlepszej drużyny całego kraju i wystąpił w Jordan Brand Classic, gdzie zdobył 13 punktów i zebrał 12 piłek.
Już w listopadzie 2007 podpisał list intencyjny z uczelnią Wake Forest. Podczas swojego pierwszego sezonu został jednomyślnie wybrany do najlepszej piątki debiutantów w konferencji ACC. Zaliczył 10 double-double w sezonie i prowadził wśród pierwszoroczniaków ze średnią 8,3 zbiórki na mecz. Był też drugi wśród wszystkich debiutantów ze średnią 13 punktów na mecz.
W drugim sezonie podniósł swoje zdobycze kończąc sezon ze średnią na poziomie double-double. Zdobywał 15,8 punktu i zbierał 10,7 piłek na mecz. 1 kwietnia 2010 zdecydował się na zatrudnienie agenta i zgłosił się do draftu 2010.

## Kariera w NBA

### Los Angeles Clippers (2010-11)
24 czerwca 2010 został wybrany w drafcie przez Los Angeles Clippers z ósmym numerem. 10 lipca 2010 podpisał debiutancką umowę, dzięki czemu miał zagwarantowane 2,1 miliona dolarów w swoim pierwszym sezonie w NBA. 27 października 2010 zadebiutował w meczu przeciwko Portland Trail Blazers. Pojawił się tylko na 39 sekund na boisku i nie zdążył się niczym innym zapisać w protokole meczowym. 9 listopada 2010 zdobył 20 punktów przeciwko New OrleansHornets, co jest jego rekordem kariery. W pierwszym sezonie zagrał w 81 meczach, z czego 14 razy wychodził w pierwszej piątce. Na boisku występował średnio po 17,9 minut, zdobywając w tym czasie 5,6 punktu i 3,3 zbiórki. 14 czerwca 2011 Clippers zdecydowali się automatycznie przedłużyć jego kontrakt do końca sezonu 2012-13.

### New Orleans Pelicans (2011-2014)
14 grudnia 2011 został wymieniony do New Orleans Hornets razem z Chrisem Kamanem, Erickiem Gordonem i wyborem w pierwszej rundzie draftu 2012 w zamian za Chrisa Paula i dwa wybory w drugiej rundzie draftu 2015. 7 stycznia 2012 pierwszy raz w karierze zanotował double-double w meczu przeciwko Dallas Mavericks. Zdobył wtedy 15 punktów i zebrał 12 piłek. W drugim sezonie zagrał we wszystkich 66 meczach sezonu, z czego w 21 w pierwszej piątce. Zdobywał średnio 6 punktów, 4,7 zbiórek i 1 asyst na mecz.
7 listopada 2012 w spotkaniu z Philadelphia 76ers ustanowił rekord kariery – 16 zbiórek. Zdobył też wtedy 10 punktów, miał 3 asysty i 2 przechwyty. 21 stycznia 2013 w meczu przeciwko Sacramento Kings zdobył 14 punktów, dołożył do tego 11 zbiórek, 3 asysty i 1 przechwyt. Po meczu chwalił go bardzo trener Monty Williams, zwracając uwagę na zwiększające się umiejętności przywódcze Aminu. 6 marca w przegranym 102:108 spotkaniu z Los Angeles Lakers zdobył 12 punktów i wyrównał rekord kariery, zbierając 16 piłek z tablicy.

### Dallas Mavericks (od 2014)
29 lipca 2014 podpisał kontrakt z Dallas Mavericks.
6 lipca 2019 został zawodnikiem Orlando Magic.
25 marca 2021 został wytransferowany do Chicago Bulls. 11 sierpnia 2021 trafił w wyniku wymiany do San Antonio Spurs. 18 października 2021 opuścił klub. 25 grudnia 2021 dołączył na 10 dni do Boston Celtics. Po wygaśnięciu umowy opuścił klub bez rozegrania w nim żadnego spotkania.

## Reprezentacja
Od 2 do 8 lipca grał z reprezentacją Nigerii w turnieju eliminacyjnym do igrzysk w Londynie. Jako jeden z najważniejszych jej zawodników poprowadził swój zespół do pierwszego w historii awansu. W turnieju tym zagrał we wszystkich 5 meczach, zdobywając średnio 13,2 punktu, 5,4 zbiórki, 2,4 asysty i 1,8 bloku na mecz. W najważniejszym, decydującym o awansie meczu z Dominikaną zdobył 9 punktów. Zagrał wtedy tylko 16 minut z powodu problemów z faulami. Na igrzyskach Nigeria wygrała tylko mecz otwarcia z Tunezją 60:56. Aminu zagrał we wszystkich 5 meczach, zdobywając w nich średnio 7,8 punktu, 6 zbiórek i 2,8 asysty na mecz.

## Osiągnięcia
Stan na 19 stycznia 2022, na podstawie, o ile nie zaznaczono inaczej.
NCAA
- Uczestnik rozgrywek:
  - II rundy turnieju NCAA (2010)
  - turnieju NCAA (2009, 2010)
- Zaliczony do:
  - I składu najlepszych pierwszorocznych zawodników ACC (2009)
  - II składu ACC (2010)

Reprezentacja
- Mistrz Afryki (2015)
- Uczestnik:
  - igrzysk olimpijskich (2012 – 10. miejsce)[25]
  - mistrzostw Afryki (2013 – 7. miejsce, 2015)
- Zaliczony do I składu mistrzostw Afryki (2015)

## Statystyki

### College
| Sezon   | Drużyna     | M  | S5 | MPG  | FG%   | 3P%   | FT%   | RPG  | APG | SPG | BPG | PPG  |
| ------- | ----------- | -- | -- | ---- | ----- | ----- | ----- | ---- | --- | --- | --- | ---- |
| 2008/09 | Wake Forest | 31 | 0  | 29,0 | 51,6% | 17,9% | 67,1% | 8,2  | 1,5 | 1,0 | 1,2 | 12,9 |
| 2009/10 | Wake Forest | 31 | 0  | 31,3 | 44,7% | 27,3% | 69,8% | 10,7 | 1,3 | 1,4 | 1,4 | 15,8 |
| Razem   |             | 62 | 0  | 30,1 | 47,6% | 23,8% | 68,7% | 9,4  | 1,4 | 1,2 | 1,3 | 14,4 |

### NBA
Na podstawie Basketball-Reference.com (ang.)

Stan na koniec sezonu 2019/20

#### Sezon regularny
| Sezon   | Drużyna       | M   | S5  | MPG  | FG%   | 3P%   | FT%   | RPG | APG | SPG | BPG | PPG  |
| ------- | ------------- | --- | --- | ---- | ----- | ----- | ----- | --- | --- | --- | --- | ---- |
| 2010/11 | L.A. Clippers | 81  | 14  | 17,9 | 39,4% | 31,5% | 77,3% | 3,3 | 0,7 | 0,7 | 0,3 | 5,6  |
| 2011/12 | New Orleans   | 66  | 21  | 22,4 | 41,1% | 27,7% | 75,4% | 4,7 | 1,0 | 0,9 | 0,5 | 6,0  |
| 2012/13 | New Orleans   | 76  | 71  | 27,2 | 47,5% | 21,1% | 73,7% | 7,7 | 1,4 | 1,2 | 0,7 | 7,3  |
| 2013/14 | New Orleans   | 80  | 65  | 25,6 | 47,4% | 27,1% | 66,4% | 6,2 | 1,4 | 1,0 | 0,5 | 7,2  |
| 2014/15 | Dallas        | 74  | 3   | 18,5 | 41,2% | 27,4% | 71,2% | 4,6 | 0,8 | 0,9 | 0,8 | 5,6  |
| 2015/16 | Portland      | 82  | 82  | 28,5 | 41,6% | 36,1% | 73,7% | 6,1 | 1,7 | 0,9 | 0,6 | 10,2 |
| 2016/17 | Portland      | 61  | 25  | 29,1 | 39,3% | 33,0% | 70,6% | 7,4 | 1,6 | 1,0 | 0,7 | 8,7  |
| 2017/18 | Portland      | 69  | 67  | 30,0 | 39,5% | 36,9% | 73,8% | 7,6 | 1,2 | 1,1 | 0,6 | 9,3  |
| 2018/19 | Portland      | 81  | 81  | 28,3 | 43,3% | 34,3% | 86,7% | 7,5 | 1,3 | 0,8 | 0,4 | 9,4  |
| 2019/20 | Orlando       | 18  | 2   | 21,1 | 29,1% | 25,0% | 65,5% | 4,8 | 1,2 | 1,0 | 0,4 | 4,3  |
| Razem   |               | 688 | 431 | 25,1 | 42,1% | 33,5% | 74,5% | 6,1 | 1,2 | 1,0 | 0,6 | 7,6  |

#### Play-offy
| Sezon   | Drużyna  | M  | S5 | MPG  | FG%   | 3P%   | FT%   | RPG | APG | SPG | BPG | PPG  |
| ------- | -------- | -- | -- | ---- | ----- | ----- | ----- | --- | --- | --- | --- | ---- |
| 2014/15 | Dallas   | 5  | 2  | 30,0 | 54,8% | 63,6% | 78,9% | 7,2 | 1,2 | 2,0 | 1,6 | 11,2 |
| 2015/16 | Portland | 11 | 11 | 33,8 | 43,8% | 40,0% | 72,4% | 8,6 | 1,8 | 0,7 | 0,9 | 14,6 |
| 2016/17 | Portland | 4  | 0  | 28,3 | 45,9% | 41,2% | 63,6% | 6,5 | 1,0 | 0,8 | 1,0 | 12,0 |
| 2017/18 | Portland | 4  | 4  | 32,8 | 51,9% | 43,3% | 100%  | 9,0 | 1,3 | 1,0 | 0,5 | 17,3 |
| 2018/19 | Portland | 16 | 16 | 24,9 | 34,9% | 29,4% | 75,0% | 6,3 | 1,3 | 0,6 | 0,6 | 7,4  |
| Razem   |          | 40 | 33 | 29,1 | 43,4% | 39,1% | 74,2% | 7,3 | 1,4 | 0,9 | 0,9 | 11,3 |

### Reprezentacja
| Sezon | Drużyna | M  | S5 | MPG  | FG%   | 3P%   | FT%   | RPG | APG | SPG | BPG | PPG  |
| ----- | ------- | -- | -- | ---- | ----- | ----- | ----- | --- | --- | --- | --- | ---- |
| 2012  | Nigeria | 10 | 10 | 29,3 | 35,0% | 22,2% | 69,1% | 5,7 | 2,6 | 1,5 | 1,2 | 10,5 |
| Razem |         | 10 | 10 | 29,3 | 35,0% | 22,2% | 69,1% | 5,7 | 2,6 | 1,5 | 1,2 | 10,5 |